# Caetano Alves de Sousa Filgueiras
Caetano Alves de Sousa Filgueiras (1830 — 1882) foi um político brasileiro.[carece de fontes?]
Foi presidente da província de Goiás, de 26 de junho a 5 de novembro de 1862.